# William Hunter (botánico)
William Hunter ( 1755 – 1812) fue un cirujano botánico escocés, que llevó especímenes de plantas desde México y de Sudamérica.
En 1777, obtuvo su Master of Arts en Aberdeen, y su doctorado en 1808. Fue cirujano de a bordo en Asia después de 1781. Dirigió el servicio médico de Java en 1811.
Sus colecciones y manuscritos se conservan en el Museo de Historia Natural de Londres.

## Honores

### Eponimia
Género
- (Apocynaceae) Hunteria Roxb.[1]

Especies
- (Apocynaceae) Gynopogon hunterii Roxb.[2]

- (Orchidaceae) Sarcoglottis hunteriana Schltr.[3]

- (Piperaceae) Peperomia hunteriana P.I.Forst.[4]